# Демократска странка пензионера Словеније
Демократска странка пензионера Словеније (словен. Demokratična stranka upokojencev Slovenije, DeSUS) је политичка партија у Словенији. Основана је у мају 1991. године с циљем да заступа интересе словеначких пензионера. Парламентарни статус је добила 1996. године.
На задњим словеначким парламентарним изборима који су одржани 4. децембра 2011. године, партија је освојила 6,97% гласова, тј. 6 од 90 заступничких места. Када је априла 2012. из партије искључен Иван Симчич због лажирања података о образовању, од тада има 5 заступника у парламенту.